# Mettenbacher, Grießenbacher und Königsauer Moos (Unteres Isartal)
Mettenbacher, Grießenbacher und Königsauer Moos (Unteres Isartal) este o arie protejată (arie specială de conservare — SAC, sit de importanță comunitară — SCI) din Germania întinsă pe o suprafață de 220,41 ha, integral pe uscat.

## Localizare
Centrul sitului Mettenbacher, Grießenbacher und Königsauer Moos (Unteres Isartal) este situat la coordonatele 48°40′26″N 12°32′30″E / 48.6739°N 12.5417°E.

## Înființare
Situl Mettenbacher, Grießenbacher und Königsauer Moos (Unteres Isartal) a fost declarat sit de importanță comunitară în noiembrie 2004 pentru a proteja 1 specie de plante și 3 specii de animale. Situl a fost protejat și ca arie specială de conservare în aprilie 2016.

## Biodiversitate
Situată în ecoregiunea continentală, aria protejată conține 3 habitate naturale: Pajiști cu Molinia pe soluri calcaroase, turboase sau argilos-nămoloase (Molinion caeruleae), Liziere de ierburi înalte hidrofile de câmpie și de nivel montan până la alpin, Fânețe de joasă altitudine (Alopecurus pratensis, Sanguisorba officinalis).
La baza desemnării sitului se află mai multe specii protejate:
- plante (1): Apium repens
- nevertebrate (3): phengaris nausithous (Maculinea nausithous), Maculinea teleius, Vertigo angustior